# كأس أوروبا الوسطى 1934
كأس أوروبا الوسطى 1934 هو الموسم 8 من  كأس أوروبا الوسطى. أقيم خلال الفترة 17 يونيو 1934 وحتى 9 سبتمبر 1934، وكان عدد الأندية المشاركة فيه  16، وفاز فيه نادي بولونيا.

## نتائج الموسم
| المركز | فريق              | لعب | ف | ت | خ | له | عليه | ف.أ | نقاط | ملاحظة |
| ------ | ----------------- | --- | - | - | - | -- | ---- | --- | ---- | ------ |
|        | نادي بولونيا 1909 |     |   |   |   |    |      |     |      |        |